# Опсада Алепа (637)
Опсада Алепа одиграла се 637. године, за време арапског освајања Сирије. Алеп је био једно од ретких преосталих византијских утврђења у северном Леванту.

## Опсада
Након арапске победе на Јармуку, муслимани започињу чишћење Сирије од византијских гарнизона и марширају ка северу Сирије. Алепо је био велики и добро утврђен град са релативно снажним гарнизоном под командом официра Јоакима. Алеп је имао већи град ограђен зидинама и мање, добро обезбеђено утврђење изван града, на врху брда које је било окружено широким јарком. Опсада је започела у јулу месецу. Према муслиманским изворима, Јоаким је исказао велику храброст приликом опсаде када се сусрео са муслиманском војском испред града, на отвореном, али је ипак био поражен. Касније је организовао низ безуспешних испада како би пробио опсаду. Када је схватио да Ираклије неће послати помоћ, Јоаким је ступио у преговоре са муслиманима. Муслимани су пристали пустити све војнике из града да оду у миру, а Јоаким је, заједно са још 4000 својих војника прешао у ислам где се показао као изузетно способан и лојалан официр. Следећа битка ће се одиграти код гвозденог моста.